# Creuset
Pour l’article ayant un titre homophone, voir Creuzet.
Cet article concerne le creuset métallurgique. Pour le terme démographique, voir Melting pot.

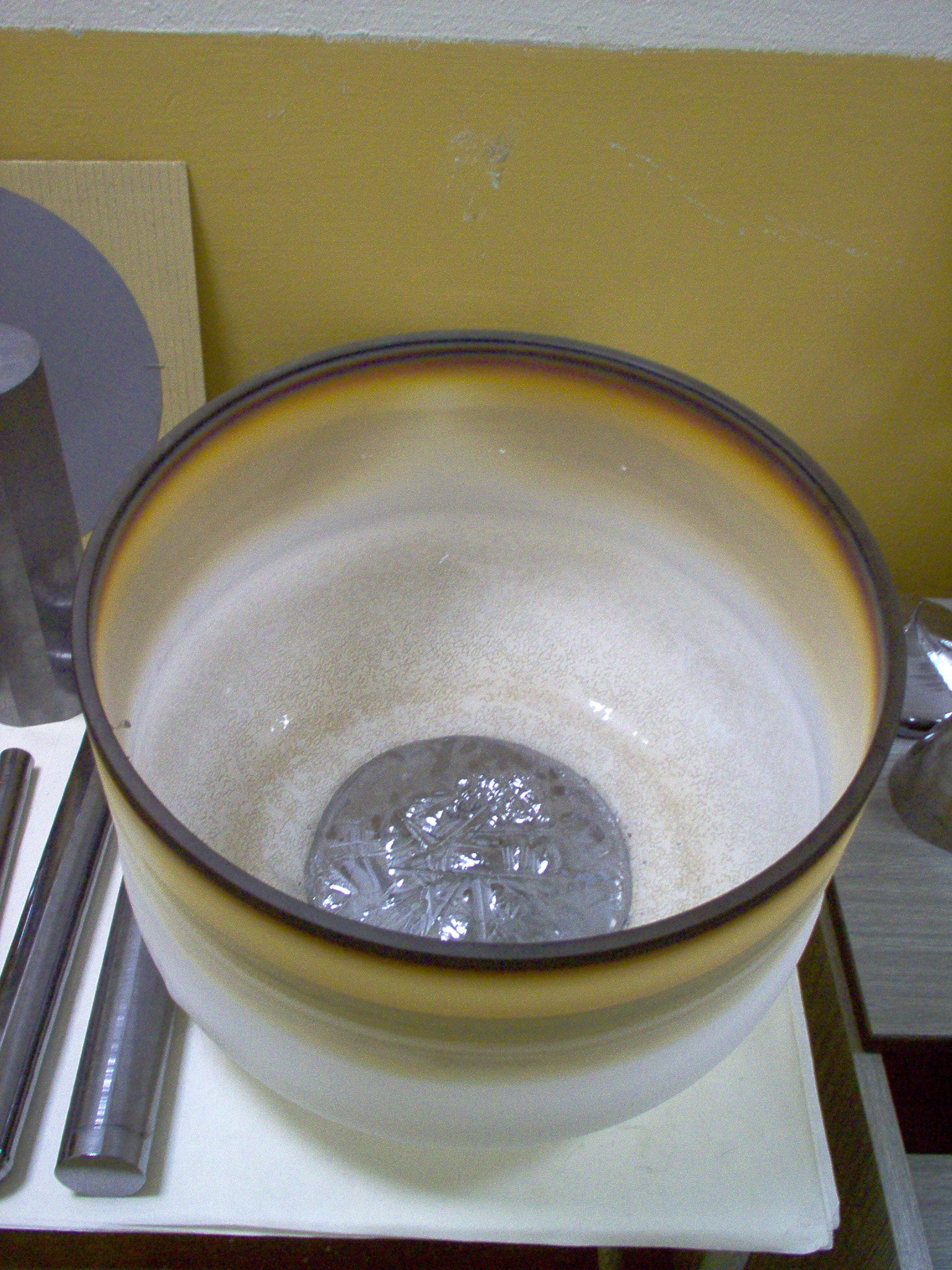
Creuset employé pour la fabrication de cristaux semi-conducteurs de silicium dopé par le procédé de Czochralski.

Un creuset est un pot en matériau réfractaire ou en métal servant à la fusion ou la calcination. 
La qualité d'un creuset est d'être capable de résister à des températures supérieures aux températures de fusion des alliages que le métallurgiste va y déposer, sans altérer ni polluer le métal en fusion.
Dans certains cas, le creuset porté à ces températures très élevées doit être suffisamment résistant pour supporter d'être déplacé afin de couler les pièces. Mais il ne doit alors pas être confondu avec la poche, qui est une enveloppe métallique tapissée de matériaux réfractaires.
Il existe également des creusets en porcelaine, destinés principalement à des minéralisations en chimie analytique.

## Histoire
Les creusets de Hesse, réputés pour leur grande résistance aux agents très réactifs et aux hautes températures, étaient obtenus par chauffage à température élevée d'argile kaolinithique. Les creusets du Moyen Âge tardif retrouvés contiennent de la Mullite qui serait à l'origine de leurs propriétés exceptionnelles.
En miroiterie, fin XVIIIe siècle, le creuset est le vase d'argile dans lequel on dépose les substances vitrifiables pour en obtenir leur fusion.

## Extension
Par extension, le mot « creuset » sert à évoquer dans des expressions imagées des lieux où ont été brassés différents groupes, comme des métaux en fusion dans un creuset.
Exemple : un « creuset de population » pour évoquer un lieu où des personnes de différentes cultures, religions, nationalités sont regroupées et se mélangent génétiquement et/ou culturellement à force de vivre ensemble. (Voir Melting pot)